# 陳陶 (南唐)
陳陶，剑浦县（今福建省南平市延平区）人，《南唐书》作岭南人，五代十国闽国、南唐隐士。
陳陶年轻时游學長安，昇元年间南奔，將至金陵見唐烈祖李昪，感觉自己與宋齊丘不合，于是隐居洪州西山，常说：「世豈無麟鳳，國家自遺之耳！」陳陶知历象。保大末年，有彗星至參宿，芒（彗尾）指東南，陈陶对人说：「國家差不多要灭亡了吧。」不久失去淮南。唐元宗李璟遷都南都南昌，至落星灣，问陈陶天象，恐陈陶不肯盡言，知道他喜欢吃虾，派人假说卖虾。到門口，陳陶看见卖虾的很高兴，卖虾的说：「官船至落星灣，處士知道吗？」陳陶笑道：「星落不還。」唐元宗听说后不高兴。至南都，殿前有殘獸一足，遣使問陳陶。陳陶说：「当夜是貪狼星直日。」元宗嘆道：「真是鴻儒。」將要召見，元宗就晏駕了，陳陶絶意仕進，专意修養煉丹。西山産靈藥，他和妻子采药而食，改變姓名离去，不知所終。开宝年间，南昌集市有个老翁與老嫗賣藥，得錢后去买酒买虾，相對吃喝，醉了之后，在路上唱歌：「藍采和，藍采和，塵世紛紛事更多。何如賣藥沽美酒，歸去青崖拍手歌。」有人认为是陳陶夫婦。文献记载有的将他与唐代诗人陳陶相混淆，有人认为他就是八仙之中蓝采和的原型。